# La fi del futur
"La fi del futur" (títol original en anglès "Future's End") és un episodi en dos parts, el vuitè i el novè de la tercera temporada i el 50è i 51è del total de la sèrie de televisió de ciència-ficció estatunidenca Star Trek: Voyager. La primera part va ser dirigida per David Livingston i la segona part per Cliff Bole, amb una història de Brannon Braga i Joe Menosky. Va debutar a la televisió americana el novembre de 1996 a la cadena UPN en dues emissions separades, el 6 i el 13 de novembre de 1996.
Ambientada al segle XXIV, la sèrie segueix les aventures de la tripulació de la Flota Estel·lar i els Maquis de la nau estel·lar USS Voyager després de quedar encallats al Quadrant Delta a desenes de milers d’anys llum de distància de la resta de la Federació. En aquest episodi la Voyager és enviada de tornada a la Terra el 1996 i ha de trobar la manera de tornar al segle XXIV mentre s'assegura que no causi cap desastre al segle XXIX en el procés.
Entre les estrelles convidades hi ha Sarah Silverman i Ed Begley Jr..

## Argument

### Part I
Una petita nau amb la signatura de la Federació emergeix d'una esquerda temporal davant de la nau estel·lar Voyager. El seu pilot s'identifica com el Capità Braxton (Allan Royal) del segle XXIX a la nau del temps Aeon. Ha vingut a destruir la Voyager, creient que és la causa d'una explosió temporal que arrasarà la major part del Sistema Solar en el seu temps. La Voyager rebutja l'atac de Braxton, cosa que fa que Braxton sigui enviat de tornada a través de l'esquerda. La Voyager i la seva tripulació també són arrossegats a l'esquerda i es troben a la Terra el 1996.
Braxton s'estavella el 1967, on Henry Starling (Ed Begley Jr.) troba l'Aeon i copia la seva tecnologia, cosa que li permet fundar una empresa, Chronowerx Industries, i iniciar la revolució dels microordinadors. El 1996, una jove astrònoma anomenada Rain Robinson (Sarah Silverman) que treballa a l'Observatori Griffith de Los Angeles detecta la Voyager en òrbita alta i assumeix que és vida extraterrestre. La seva feina està finançada per Starling, però en contra de les seves instruccions, intenta contactar amb la Voyager transmetent-li una salutació, alarmant la tripulació. La tripulació de la Voyager rastreja la seva ubicació fins a l'Observatori i la capitana Janeway, la comandant Chakotay, el Tinent Tuvok (Tim Russ) i el Tinent Paris (Robert Duncan McNeill) decideixen teletransportar-se a Los Angeles. Tuvok i Paris salven Robinson d'un sicari enviat per Starling per matar-la.
Janeway i Chakotay investiguen Starling i el seu negoci. Identifiquen un sense sostre com el capità Braxton, que els explica l'ascens de Starling. Finalment, descobreixen que l'intent planejat per Starling de viatjar al segle XXIX utilitzant la nau del temps de Braxton serà la veritable causa de l'explosió temporal, perquè Starling no té els coneixements necessaris per calibrar correctament la nau del temps.
Janeway i Chakotay entren en secret a l'oficina Chronowerx de Starling, on troben l'"Aeon", just quan Starling els descobreix. Starling ignora l'advertència de Janeway de no utilitzar la nau del temps i intenta matar-los, però els oficials són teletransportats a bord de la «Voyager». Quan la «Voyager» intenta teletransportar la nau del temps, Starling utilitza el seu propi raig transportador per accedir a l'ordinador de la «Voyager» i estudiar-ne els sistemes, inclòs robar el programa del Doctor de la infermeria. Pitjor encara, la «Voyager» ha estat vista i filmada, ja que la nau va haver de descendir a l'atmosfera terrestre per teletransportar Janeway i Chakotay a bord.

### Part II
Després de l'atac informàtic de Starling, la «Voyager» resulta greument danyada, deixant Paris i Tuvok encallats a la Terra amb Robinson. Paris la convenç perquè ajudi afirmant que ell i Tuvok són agents del govern que intenten recuperar tecnologia altament avançada que va ser robada per Starling. Robinson, impulsat per Paris i Tuvok, organitza una trobada amb Starling en un parc públic. Per vigilar el Doctor, Starling equipa el Doctor amb una peça de tecnologia del segle XXIX, un "Holoemissor Mòbil", que li permet moure's sense haver de dependre d'emissors fixos.
Durant la reunió, Chakotay i Torres agafen una llançadora a l'atmosfera inferior de la Terra, planejant segrestar Starling i teletransportar-lo a bord de la "Voyager". Malauradament, els danys soferts durant el transport obliguen Chakotay i Torres a estavellar-se al desert d'Arizona, on són capturats per aïllacionistes. Tuvok i el Doctor, separant-se de Paris i Robinson, aconsegueixen rescatar-los i començar les reparacions de la llançadora.
Presoner a la "Voyager", Starling admet a Janeway que té la intenció de viatjar al futur per robar tecnologia més avançada perquè ha arribat al límit del que pot crear estudiant l'Aeon. Janeway l'informa de l'advertència del capità Braxton sobre el desastre que causarà, però Starling és massa egoista per creure que pot fracassar. Just quan Janeway creu que ha posat fi als plans de Starling, un dels seus sequaços el transporta de tornada a la seva oficina. Paris i Robinson hi arriben per descobrir un gran camió, que creuen que conté la nau del temps. Perseguixen el vehicle fora de la ciutat, ajudats per l'arribada de la llançadora reparada. Massa tard, es descobreix que el camió és un esquer, i Starling llança l'"Aeon", encara a l'edifici Chronowerx.
Després d'un últim intent de dissuadir Starling, Janeway dispara manualment un torpede fotònic contra l'Aeon, destruint-lo i salvant el futur. Uns moments més tard, un altre capità Braxton arriba en una altra nau del temps, "Aeon", explicant que havent detectat l'anomalia de la seva presència en el passat, ha vingut per retornar-los al seu temps, al lloc on el van deixar. Malauradament, no està disposat a portar-los a la Terra, ja que això violaria la Primera Directiva Temporal. La "Voyager" torna al moment exacte en què es van trobar per primera vegada amb l'"Aeon". El Doctor guanya més llibertat mentre conserva l'Holoemissor Mòbil.

## Actors convidats
- Sarah Silverman - Rain Robinson
- Allan G. Royal - Capità Braxton
- Ed Begley Jr. - Henry Starling
- Brent Hinkley - Butch
- Clayton Murray - Porter
- Susan Patterson - Alferes Kaplan
- Christian Conrad - Dunbar
- Barry Wiggins - Policia

## Producció

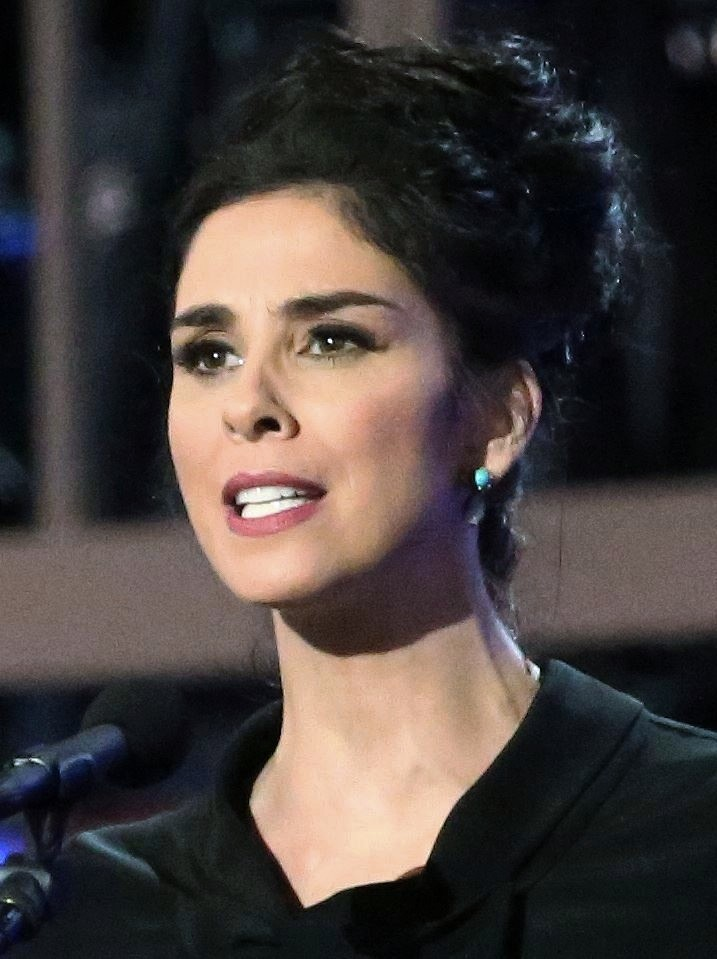
Aquest episodi és conegut per la participació de Sarah Silverman

L'episodi va utilitzar el Moll de Santa Monica com a lloc de rodatge per a l'escena del passeig marítim. Altres llocs de producció a la regió inclouen l'Observatori Griffith, la Jerry Moss Plaza davant del Music Center al centre de Los Angeles i Palisades Cliffside Park.
Entre les estrelles convidades hi ha Sarah Silverman com a Rain Robinson, Allan G. Royal com a Braxton i Ed Begley Jr. com a Starling.

## Recepció
The Hollywood Reporter classifica "La fi del futur" (Part I & II) com el 60è millor episodi de la franquícia Star Trek.Van assenyalar que l'episodi o episodis tenien "molt encant" i van elogiar la comèdia dels personatges de Paris i Tuvok. io9 van classificar "Future's End" com el 93è millor episodi de la franquícia Star Trek a la seva llista dels 100 millors episodis de Star Trek. Fatherly va classificar aquest episodi com un dels 10 millors episodis de la franquícia Star Trek per a nens. ScreenRant va classificar "La fi del futur" com el 7è millor episodi amb temàtica de viatges en el temps de la franquícia "Star Trek", i va elogiar la història i les seves conseqüències.
SyFy va classificar la parella "La fi del futur" com un dels deu millors episodis de "Star Trek: Voyager". The Dispatch, va assenyalar "La fi del futur" com el millor episodi fins ara, assenyalant que tenia "molta emoció i diàlegs crepitants." Una guia de marató de sèries de Star Trek: Voyager de Wired suggeria que aquest episodi era imprescindible. Tor.com va incloure aquest com un dels sis episodis de Star Trek: Voyager que val la pena tornar a veure, i va assenyalar que va ser una divertida aventura de viatges en el temps amb un repartiment de convidats brillant.
Pel que fa a l'actriu i comediant Sarah Silverman, Den of Geek va dir que va ser la desena millor estrella convidada a Star Trek: Voyager pel seu paper com a Rain Robinson, una astrònoma del segle XX que es troba amb la tripulació de la Voyager. L'escriptor de Star Trek Bryan Fuller va dir que Silverman era considerada una figura regular del repartiment a partir de la tercera temporada de Star Trek: Voyager.També s'han esmentat els llocs de rodatge al sud de Califòrnia, com ara el moll de Santa Monica, l'Observatori Griffith, el centre de Los Angeles i el Palisades Cliffside Park, etc. The Digital Fix va dir que l'episodi era un "homenatge amorós" a Star Trek 4: Missió salvar la Terra, i Silverman va ser una "gran estrella convidada" i, en general, va considerar que era una divertida aventura a la dècada de 1990. Variety també va destacar Silverman com a estrella convidada.
El lloc web Comic Book Resources va classificar la futurista però petita Aeon com una de les naus més poderoses de tota la franquícia Star Trek.

## Llançaments
"La fi del futur" es va publicar en LaserDisc al Japó el 25 de juny de 1999, com a part del conjunt 3rd season vol.1.
"La fi del futur" es va publicar en DVD el 6 de juliol de 2004, com a part de Star Trek Voyager: Complete Third Season, amb so Dolby 5.1 surround. El DVD de la temporada 3 es va publicar al Regne Unit el 6 de setembre de 2004.
El 2017, la sèrie de televisió completa Star Trek: Voyager es va publicar en una caixa recopilatòria de DVD, que incloïa "La fi del futur" com a part dels discs de la temporada 3.

## Enllaços externks
- "Future's End, Part I" a Memory Alpha
- "Future's End, Part II" a Memory Alpha
- "Future's End, Part I" a Wayback Machine (arxivat de l'original a StarTrek.com)
- "Future's End, Part II" a Wayback Machine (arxivat de l'original a StarTrek.com)